# 阿莉耶·德米尔巴
阿莉耶·德米尔巴（土耳其語：Aliye Demirbağ，1998年2月19日—），土耳其女子羽毛球運動員。

## 簡歷
2016年9月，阿莉耶·德米尔巴代表土耳其參加在波蘭盧賓舉行的歐洲青年羽毛球錦標賽，拿得女子單打季軍。

## 主要比賽成績
只列出曾進入準決賽的國際賽事成績：
| 年份   | 賽事                   | 公開賽級別 | 項目     | 拍檔          | 成績   |
| ------ | ---------------------- | ---------- | -------- | ------------- | ------ |
| 2014年 | 摩洛哥羽毛球國際賽     | 國際系列賽 | 女子雙打 | Yaren Dolcu   | 準決賽 |
| 2015年 | 歐洲青年羽毛球錦標賽   | 其他       | 女子單打 | －            | 季軍   |
| 2016年 | 土耳其羽毛球國際賽     | 國際系列賽 | 女子雙打 | Kübra Karatas | 準決賽 |
| 2017年 | 希臘羽毛球國際賽       | 未來系列賽 | 女子單打 | －            | 冠軍   |
| 2017年 | 希臘羽毛球國際賽       | 未來系列賽 | 混合雙打 | Osman Uyhan   | 冠軍   |
| 2017年 | 保加利亞羽毛球公開賽   | 國際系列賽 | 女子單打 | －            | 準決賽 |
| 2017年 | 埃及羽毛球國際賽       | 國際系列賽 | 女子單打 | －            | 冠軍   |
| 2017年 | 匈牙利羽毛球國際賽     | 國際挑戰賽 | 女子單打 | －            | 亞軍   |
| 2018年 | 地中海運動會羽毛球比賽 | 其他       | 女子單打 | －            | 銅牌   |
| 2018年 | 哈爾科夫羽毛球國際賽   | 國際挑戰賽 | 女子單打 | －            | 亞軍   |
| 2018年 | 荷蘭羽毛球公開賽       | 超級100賽  | 女子單打 | －            | 準決賽 |
| 2018年 | 匈牙利羽毛球國際賽     | 國際挑戰賽 | 女子單打 | －            | 準決賽 |
| 2018年 | 土耳其羽毛球國際賽     | 國際系列賽 | 女子單打 | －            | 準決賽 |
| 2019年 | 波蘭羽毛球公開賽       | 國際挑戰賽 | 女子單打 | －            | 準決賽 |
| 2019年 | 拉各斯羽毛球國際經典賽 | 國際挑戰賽 | 女子單打 | －            | 準決賽 |
| 2019年 | 保加利亞羽毛球公開賽   | 國際系列賽 | 女子單打 | －            | 準決賽 |
| 2019年 | 比利時羽毛球國際賽     | 國際挑戰賽 | 女子單打 | －            | 準決賽 |
| 2019年 | 土耳其羽毛球公開賽     | 國際系列賽 | 女子單打 | －            | 亞軍   |
| 2020年 | 奧地利羽毛球公開賽     | 國際挑戰賽 | 女子單打 | －            | 準決賽 |
| 2022年 | 烏克蘭羽毛球公開賽     | 國際挑戰賽 | 女子單打 | －            | 冠軍   |

| 2007-2017年 | 首要超級賽 | 超級賽 | 黃金大獎賽 | 大獎賽 | 國際挑戰賽 | 國際系列賽 | 未來系列賽 | 其他 |

| 2018-2026年 | 總決賽 | 超級1000賽 | 超級750賽 | 超級500賽 | 超級300賽 | 超級100賽 | 國際挑戰賽 | 國際系列賽 | 未來系列賽 | 其他 |

### 奧運會和世錦賽參賽紀錄
|          | 2018 | 2019 | 2021 |
| -------- | ---- | ---- | ---- |
| 女子單打 | 32強 | 48強 | 48強 |